# Calgary Challenger 2023
Il Calgary Challenger 2023, noto come Calgary National Bank Challenger 2023 per motivi di sponsorizzazione, è stato un torneo maschile e femminile di tennis professionistico. Il torneo maschile faceva parte della categoria Challenger 75 nell'ambito dell'ATP Challenger Tour 2023, mentre il torneo femminile faceva parte dell'ITF Women's World Tennis Tour nella categoria W60. Entrambi si sono giocati al Osten & Victor Alberta Tennis Centre di Calgary, in Canada dal 6 al 12 novembre 2023.

## Torneo maschile

### Teste di serie
| Nazionalità | Giocatore        | Ranking* | Testa di serie |
| ----------- | ---------------- | -------- | -------------- |
| Germania    | Dominik Koepfer  | 75       | 1              |
| Australia   | James Duckworth  | 111      | 2              |
| Francia     | Benoît Paire     | 126      | 3              |
| Canada      | Gabriel Diallo   | 136      | 4              |
| Regno Unito | Ryan Peniston    | 181      | 5              |
| Belgio      | Zizou Bergs      | 184      | 6              |
| Belgio      | Kimmer Coppejans | 190      | 7              |
| Tunisia     | Aziz Dougaz      | 232      | 8              |

* Ranking al 30 ottobre 2023.

### Altri partecipanti
I seguenti giocatori hanno ricevuto una wild card per il tabellone principale:
- Justin Boulais
- Liam Draxl
- Dan Martin

I seguenti giocatori sono passati dalle qualificazioni:
- Iñaki Montes de la Torre
- Patrick Brady
- Juan Carlos Aguilar
- Kiranpal Pannu
- Enzo Wallart
- Ryan Seggerman

## Campioni

### Singolare maschile
Liam Draxl ha sconfitto in finale  Dominik Koepfer con il punteggio di 6–4, 6–3.

### Doppio maschile
Juan Carlos Aguilar /  Justin Boulais hanno sconfitto in finale  Charles Broom /  Ben Jones con il punteggio di 6–3, 6–2.

### Singolare femminile
Sabine Lisicki ha sconfitto in finale  Stacey Fung con il punteggio di 7–6(2), 6(5)–7, 6–3.

### Doppio femminile
Sarah Beth Grey /  Eden Silva hanno sconfitto in finale  Hanna Chang /  Katarina Jokić con il punteggio di 6–4, 6–4.